# Hee-Mang Jang
Hee-Mang Jang (en hangul 장희망, Corea del Sur 7 de marzo de 1992) es un futbolista surcoreano que juega como defensor y su equipo actual es el 12 de Octubre Football Club de la Primera División de Paraguay. Es el tercer jugador surcoreano que juega en el fútbol paraguayo, después de Hong Choi en el 1986 en Guaraní y Jim Sek Balg en el 1988 que jugó en General Caballero Zeballos Cué. Jang es representado por el paraguayo Derlis Maidana.

## Trayectoria

### Académico de Viseu
Sobre su fichaje con el club Académico de Viseu de Portugal, fue uno de tres surcoreanos fichados por el club. Su única participación en el primer equipo durante la temporada 2016/2017 fue contra el Penafiel el 23 de noviembre de 2016, cuando era sustituto en el banquillo del Viseu por el encuentro y el DT, André David, eligió a sus otros dos compatriotas, a Park Jun-Heong y a Nam Se-In para ingresar al campo en el segundo tiempo.

### Mirandela
Jang fue transferido al SC Mirandela durante la temporada de 2016/2017. El 26 de marzo del 2017, hizo su debut contra el AR São Martinho en un encuentro que terminó 1 a 1. El jugador ingreso a los 17 minutos por Pereira. Su último partido en la temporada fue contra el Ponte da Barca en un empate de 1 a 1, el 30 de abril del 2017, jugando de titular con su compatriota Nam Se-In. Fue expulsado del partido a los 74 minutos.

### 2017
El 18 de julio de 2017, Tigo Sports reportó que el jugador surcoreano fichó por el Sportivo Trinidense para jugar en el campeonato Clausura. Paraguay Sport Press también reportó el fichaje del jugador. Diario paraguayo ABC Color informó que el jugador se incorporó días pasados a las actividades del plantel antes de confirmar su contrato con el club, llegándo acompañado de su representante, Derlis Maidana. Sobre su llegada al club, fue el undécimo refuerzo del Triqui, que tenía como misión principal mantenerse en Primera División. Se convirtió en el tercer surcoreano que juega en el balompié paraguayo, después de Hong Choi en 1986 con el Club Guaraní y Jim Sek Balg en 1988 que jugó en General Caballero Zeballos Cué. Hizo su debut el 15 de septiembre de 2017 en un encuentro contra el Club Nacional de Asunción disputado en el Estadio Defensores del Chaco. Entró a los 80 minutos del partido por Jorge González y Trinidense ganó 5 a 0. El 13 de octubre de 2017, jugó de titular en una derrota de 1 a 0 contra el campeón del torneo clausura, Cerro Porteño, que tenía en su plantel jugadores como Nelson Haedo Valdez, Jorge Rojas y Diego Churín. Fue remplazado a los 68 minutos por Alex Álvarez por retirarse lesionado. Su último partido del torneo clausura fue el 10 de diciembre de 2017, en un partido que terminó 4 a 2 a favor del Sportivo Luqueño. Jugó de titular, jugando todo el partido, y sumó su quinta aparición por el club. En aquel partido, Sportivo Luqueño se clasificó para disputar la Conmebol Sudamericana de 2018 al vencer a Trinidense.

### 2018
Hee-Mang Jang se quedó como jugador del club aun cuando Trinidense descendió a la Segunda División de Paraguay para la temporada de 2018. Su primer partido en la Segunda División de 2018 fue contra el 2 de mayo de Pedro Juan Caballero el 18 de marzo, entrando como suplente a los 70 minutos por Juan González.

## Clubes

### Mayores
| Club                        | País     | Año       |
| --------------------------- | -------- | --------- |
| Académico de Viseu          | Portugal | 2016      |
| Mirandela                   | Portugal | 2017      |
| Sportivo Trinidense         | Paraguay | 2017–2018 |
| River Plate de Asunción     | Paraguay | 2019      |
| 12 de Octubre Football Club | Paraguay | 2020      |

## Estadísticas
| Club                | Temporada | Liga             | Liga | Liga  | Continental | Continental | Otro | Otro  | Total | Total |
| Club                | Temporada | División         | PJ   | Goles | PJ          | Goles       | PJ   | Goles | PJ    | Goles |
| ------------------- | --------- | ---------------- | ---- | ----- | ----------- | ----------- | ---- | ----- | ----- | ----- |
| Sportivo Trinidense | 2017      | Primera División | 5    | 0     | –           | –           | –    | –     | 5     | 0     |
| Sportivo Trinidense | 2018      | Segunda División | 0    | 0     | –           | –           | –    | –     | 0     | 0     |
| Total               | Total     | Total            | 5    | 0     | –           | –           | –    | –     | 5     | 0     |

### Participaciones en Copas Nacionales
| Copa               | País     | Resultado     | Partidos | Goles |
| ------------------ | -------- | ------------- | -------- | ----- |
| Copa Paraguay 2018 | Paraguay | Por confirmar | 0        | 0     |